# خوانشوند
خوانشوند (به سوئدی: Stjärnsund) یک منطقهٔ مسکونی در سوئد است که در بخش هیدمورا واقع شده‌است. خوانشوند ۰٫۵۱ کیلومتر مربع مساحت و ۱۶۱ نفر جمعیت دارد.